# فايز السبيعي
فايز السبيعي (9 أكتوبر 1982-) لاعب كرة قدم سعودي. يلعب حاليًا كحارس مرمى لفريق التعاون. لعب سابقاً لأندية الخليج والاتحاد والرائد والاتفاق والهلال والتعاون.
في عام 2012 حقق السبيعي إنجازاً سعودياً غير مسبوق بحصوله على المركز 221 في الترتيب العالمي لأكثر حراس المرمى عبر التاريخ محافظة على شباكهم في الدوري المحلي بحسب الاتحاد الدولي لتاريخ وإحصاءات كرة القدم. إذ حافظ على شباكه لمدة 763 دقيقة خلال الفترة من 21 أبريل - 21 أكتوبر 2011. ليكون بذلك أول حارس مرمى في تاريخ الدوري السعودي الممتد لأكثر من ثلاثين سنة يدخل رسمياً القائمة.

## روابط خارجية
- فايز السبيعي على موقع Soccerway.com (الإنجليزية)
- فايز السبيعي على موقع كووورة